# Kent Andersson
Kent Andersson (Landvetter, 1º agosto 1942 – Landvetter, 29 agosto 2006) è stato un pilota motociclistico svedese.
Nel motomondiale si è laureato campione del mondo due volte nella classe 125, risultando l'unico pilota svedese ad esserci riuscito nel XX secolo.

## Carriera
La sua carriera nel campo del motociclismo è iniziata intorno alla metà degli anni sessanta in sella ad una Bultaco 125 e a una Monark 250, nel 1965 ha conquistato il titolo nazionale svedese per poi far registrare le prime presenze nelle classifiche iridate del motomondiale nella stagione 1966 alla guida di una Husqvarna derivata dai modelli da Cross della casa svedese nelle classi 250 e 350.
Nel 1967 acquistò una Yamaha TD 250 con cui riconquistò il titolo svedese della 250, senza partecipare al Mondiale. Dal 1968 fino al termine della carriera agonistica nel 1975 è stato poi quasi sempre fedele alle motociclette giapponesi della Yamaha.
Pur avendo conquistato anche 4 Gran Premi nella 250, la classe in cui ha raggiunto il maggior numero di successi è stata la classe 125 dove ne ha vinti 14 e il titolo assoluto negli anni 1973 e 1974.
Tra l'altro già nel motomondiale 1969 aveva sfiorato il titolo, nella classe 250, conquistando anche un maggior numero di punti teorici rispetto all'avversario Kel Carruthers ma, per la regola in vigore quell'anno sullo scarto dei punti, venne classificato al secondo posto. Andersson viene anche ricordato per essere stato il primo pilota ad aggiudicarsi un gran premio utilizzando pneumatici Michelin.
Dopo il ritiro dalle competizioni a carattere mondiale è comunque rimasto nell'ambiente delle due ruote, collaborando allo sviluppo dei modelli Yamaha da competizione, senza disdegnare la partecipazione a diverse gare nell'ambito nazionale svedese e alle manifestazioni destinate alle rievocazioni delle moto storiche. È deceduto nel 2006.

## Risultati nel motomondiale

### Classe 125
| 1968 | Classe | Moto |   |   |  |   |    |   |   |   |   |    |  |  |  | Punti | Pos. |
| ---- | ------ | ---- | - | - |  | - | -- | - | - | - | - | -- |  |  |  | ----- | ---- |
| 1968 | 125    | MZ   | 5 | - |  | - | NE | - | - | 8 | - | 13 |  |  |  | 2     | 17º  |

| 1969 | Classe | Moto           |   |     |   |   |   |   |   |   |   |    |  |   |  | Punti | Pos. |
| ---- | ------ | -------------- | - | --- | - | - | - | - | - | - | - | -- |  | - |  | ----- | ---- |
| 1969 | 125    | Maico e Yamaha | 2 | Rit | - | - | 2 | 4 | 7 | - | - | NE |  | - |  | 36    | 4º   |

| 1971 | Classe | Moto   |   |   |   |   |   |   |   |   |   |   |   |   |  | Punti | Pos. |
| ---- | ------ | ------ | - | - | - | - | - | - | - | - | - | - | - | - |  | ----- | ---- |
| 1971 | 125    | Yamaha | - | 3 | - | - | - | - | - | 3 | - | - | 7 | 5 |  | 30    | 9º   |

| 1972 | Classe | Moto   |   |   |   |   |   |   |   |   |   |   |   |   |   | Punti | Pos. |
| ---- | ------ | ------ | - | - | - | - | - | - | - | - | - | - | - | - | - | ----- | ---- |
| 1972 | 125    | Yamaha | 5 | - | 3 | - | - | 1 | - | 3 | 3 | 3 | 2 | 1 | 1 | 87    | 2º   |

| 1973 | Classe | Moto   |   |   |   |   |   |   |     |   |   |   |   |   |  | Punti | Pos. |
| ---- | ------ | ------ | - | - | - | - | - | - | --- | - | - | - | - | - |  | ----- | ---- |
| 1973 | 125    | Yamaha | 1 | 1 | 1 | 1 | - | 1 | Rit | - | - | 2 | 2 | - |  | 99    | 1º   |

| 1974 | Classe | Moto   |   |   |   |   |    |   |   |   |    |   |   |   |  | Punti | Pos. |
| ---- | ------ | ------ | - | - | - | - | -- | - | - | - | -- | - | - | - |  | ----- | ---- |
| 1974 | 125    | Yamaha | 1 | - | 1 | 2 | NE | 3 | 2 | 1 | NE | 1 | 1 | 4 |  | 87    | 1º   |

| 1975 | Classe | Moto   |   |   |   |   |   |    |   |   |   |    |   |   |  | Punti | Pos. |
| ---- | ------ | ------ | - | - | - | - | - | -- | - | - | - | -- | - | - |  | ----- | ---- |
| 1975 | 125    | Yamaha | 1 | 2 | 4 | 3 | - | NE | - | 3 | 4 | NE | 2 | 4 |  | 67    | 3º   |

| Legenda | 1º posto        | 2º posto            | 3º posto            | A punti      | Senza punti        | Grassetto – Pole position Corsivo – Giro più veloce |
| Legenda | Gara non valida | Non qual./Non part. | Ritirato/Non class. | Squalificato | '-' Dato non disp. | Grassetto – Pole position Corsivo – Giro più veloce |

### Classe 250
| 1966 | Classe | Moto      |   |   |   |   |   |   |   |   |   |   |   |   |  | Punti | Pos. |
| ---- | ------ | --------- | - | - | - | - | - | - | - | - | - | - | - | - |  | ----- | ---- |
| 1966 | 250    | Husqvarna | - | - | - | - | - | - | - | 6 | - | - | - | 6 |  | 2     | 24º  |

| 1968 | Classe | Moto   |   |  |  |  |   |  |  |  |   |  |  |  |  | Punti | Pos. |
| ---- | ------ | ------ | - |  |  |  | - |  |  |  | - |  |  |  |  | ----- | ---- |
| 1968 | 250    | Yamaha | 3 |  |  |  | 6 |  |  |  | 6 |  |  |  |  | 6     | 8º   |

| 1969 | Classe | Moto   |   |   |   |   |   |   |   |   |   |   |   |   |  | Punti | Pos. |
| ---- | ------ | ------ | - | - | - | - | - | - | - | - | - | - | - | - |  | ----- | ---- |
| 1969 | 250    | Yamaha | 2 | 1 | 3 | - | 7 | 4 | 4 | 7 | 1 | 2 | 3 | 3 |  | 84    | 2º   |

| 1970 | Classe | Moto   |   |     |   |   |   |   |   |   |   |   |   |   |  | Punti | Pos. |
| ---- | ------ | ------ | - | --- | - | - | - | - | - | - | - | - | - | - |  | ----- | ---- |
| 1970 | 250    | Yamaha | - | Rit | 2 | - | - | 5 | 3 | 2 | 2 | - | - | 1 |  | 67    | 3º   |

| 1971 | Classe | Moto   |   |   |  |   |   |   |   |     |   |   |    |   |  | Punti | Pos. |
| ---- | ------ | ------ | - | - |  | - | - | - | - | --- | - | - | -- | - |  | ----- | ---- |
| 1971 | 250    | Yamaha | 4 | 5 |  | - | - | - | - | Rit | - | - | 12 | - |  | 14    | 14º  |

| 1972 | Classe | Moto   |   |   |   |   |   |   |   |   |   |    |   |   |   | Punti | Pos. |
| ---- | ------ | ------ | - | - | - | - | - | - | - | - | - | -- | - | - | - | ----- | ---- |
| 1972 | 250    | Yamaha | - | - | - | - | - | 3 | - | 7 | 5 | 10 | 4 | 3 | - | 39    | 7º   |

| 1974 | Classe | Moto   |    |   |    |   |   |   |   |   |   |   |   |   |  | Punti | Pos. |
| ---- | ------ | ------ | -- | - | -- | - | - | - | - | - | - | - | - | - |  | ----- | ---- |
| 1974 | 250    | Yamaha | NE | - | NE | 5 | - | - | 1 | - | 4 | 6 | - | - |  | 34    | 8º   |

| Legenda | 1º posto        | 2º posto            | 3º posto            | A punti      | Senza punti        | Grassetto – Pole position Corsivo – Giro più veloce |
| Legenda | Gara non valida | Non qual./Non part. | Ritirato/Non class. | Squalificato | '-' Dato non disp. | Grassetto – Pole position Corsivo – Giro più veloce |

### Classe 350
| 1966 | Classe | Moto      |    |   |   |   |    |   |   |   |   |   |   |   |  | Punti | Pos. |
| ---- | ------ | --------- | -- | - | - | - | -- | - | - | - | - | - | - | - |  | ----- | ---- |
| 1966 | 350    | Husqvarna | NE | - | - | - | NE | - | - | - | - | - | - | 6 |  | 1     | 25º  |

| 1970 | Classe | Moto   |   |    |   |   |   |    |   |   |   |   |   |   |  | Punti | Pos. |
| ---- | ------ | ------ | - | -- | - | - | - | -- | - | - | - | - | - | - |  | ----- | ---- |
| 1970 | 350    | Yamaha | - | NE | - | - | 5 | NE | 5 | 3 | 2 | - | - | 3 |  | 44    | 4º   |

| 1973 | Classe | Moto   |   |   |     |   |  |   |   |    |   |   |   |   |  | Punti | Pos. |
| ---- | ------ | ------ | - | - | --- | - |  | - | - | -- | - | - | - | - |  | ----- | ---- |
| 1973 | 350    | Yamaha | 5 | 7 | Rit | 3 |  | 4 | 6 | NE | - | - | 6 | - |  | 38    | 6º   |

| 1974 | Classe | Moto   |  |  |     |  |  |  |    |  |  |    |  |  |  | Punti | Pos. |
| ---- | ------ | ------ |  |  | --- |  |  |  | -- |  |  | -- |  |  |  | ----- | ---- |
| 1974 | 350    | Yamaha |  |  | Rit |  |  |  | NE |  |  | NE |  |  |  | 0     |      |

| Legenda | 1º posto        | 2º posto            | 3º posto            | A punti      | Senza punti        | Grassetto – Pole position Corsivo – Giro più veloce |
| Legenda | Gara non valida | Non qual./Non part. | Ritirato/Non class. | Squalificato | '-' Dato non disp. | Grassetto – Pole position Corsivo – Giro più veloce |

### Classe 500
| 1966 | Classe | Moto      |    |  |    |  |  |  |  |     |  |  |  |    |  | Punti | Pos. |
| ---- | ------ | --------- | -- |  | -- |  |  |  |  | --- |  |  |  | -- |  | ----- | ---- |
| 1966 | 500    | Husqvarna | NE |  | NE |  |  |  |  | Rit |  |  |  | NE |  | 0     |      |

| Legenda | 1º posto        | 2º posto            | 3º posto            | A punti      | Senza punti        | Grassetto – Pole position Corsivo – Giro più veloce |
| Legenda | Gara non valida | Non qual./Non part. | Ritirato/Non class. | Squalificato | '-' Dato non disp. | Grassetto – Pole position Corsivo – Giro più veloce |